# نبيل الوقاد (قرية)
قرية نبيل الوقاد هي إحدى القرى التابعة لمركز بدر في محافظة البحيرة في جمهورية مصر العربية. حسب إحصاءات سنة 2006، بلغ إجمالي السكان في نبيل الوقاد 2591 نسمة، منهم 1333 رجل و1258 امرأة.

## طالع أيضًا
- نبيل الوقاد
- محافظة البحيرة
- قائمة قرى محافظة البحيرة